# 国際博覧会担当大臣
国際博覧会担当大臣（こくさいはくらんかいたんとうだいじん、英: Minister in charge of International Exposition）は、日本の国務大臣で、2025年に大阪府において開催する国際博覧会の円滑な準備及び運営に資するため行政各部の所管する事務の調整担当することを命じられた者の呼称。通称・略称は、万博担当大臣、万博担当相、万博大臣、万博相など。

## 概要
2018年11月、2025年日本国際博覧会開催が決定したことを受けて、同年12月21日付で経済産業大臣・世耕弘成に「2025年に大阪府において開催する国際博覧会の円滑な準備及び運営に資するため行政各部の所管する事務の調整担当」を発令され、経済産業大臣が新設された国際博覧会担当相を兼務することとなった。この兼務状態は、内閣改造後の菅原一秀、梶山弘志まで続いた。
2019年に令和七年に開催される国際博覧会の準備及び運営のために必要な特別措置に関する法律（平成31年法律第18号）（以下、「特別措置法」）が制定され、2020年9月16日に施行されたことにより、内閣に国際博覧会推進本部（以下、「推進本部」）を置くことになり、内閣総理大臣の命を受けて、博覧会の円滑な準備及び運営に関する施策の総合的かつ集中的な推進に関し内閣総理大臣を助けることをその職務とする国務大臣を国際博覧会担当大臣と位置付けた。2020年9月16日の菅義偉内閣発足に伴い経済産業大臣の国際博覧会担当の兼務を解き、このとき入閣した井上信治が、「2025年に大阪府において開催する国際博覧会の円滑な準備及び運営に資するため行政各部の所管する事務の調整担当」を担当を命じられた。ただし、内閣法附則第3項により、推進本部が置かれている間は国務大臣の定員が1名増員されたにもかかわらず、井上信治は、国際博覧会担当大臣の専任ではなく、これに加えて、内閣府特命担当大臣（消費者及び食品安全、クールジャパン戦略、知的財産戦略、科学技術政策、宇宙政策）を兼務しており、その後の国際博覧会担当大臣も、他の多くの担当を持つ内閣府特命担当大臣が兼務となっている。
なお、担当事項は、国際博覧会の終了後は、東京オリンピック・パラリンピック担当大臣にならって「円滑な準備及び運営」が「総括及び博覧会レガシー」に変更されると思われる。
国務大臣の定員の増員は、特別措置法の規定により推進本部が解散する2026年3月31日までの期間限定であるが、他の大臣の兼務でなお置かれる可能性はある。

## 歴代大臣
| 氏名 | 氏名 | 内閣 | 内閣 | 就任年月日 | 出身母体等 | 備考等 |
| 国務大臣（2025年に大阪府において開催する国際博覧会の円滑な準備 及び運営に資するため行政各部の所管する事務の調整担当） | 国務大臣（2025年に大阪府において開催する国際博覧会の円滑な準備 及び運営に資するため行政各部の所管する事務の調整担当） | 国務大臣（2025年に大阪府において開催する国際博覧会の円滑な準備 及び運営に資するため行政各部の所管する事務の調整担当） | 国務大臣（2025年に大阪府において開催する国際博覧会の円滑な準備 及び運営に資するため行政各部の所管する事務の調整担当） | 国務大臣（2025年に大阪府において開催する国際博覧会の円滑な準備 及び運営に資するため行政各部の所管する事務の調整担当）             | 国務大臣（2025年に大阪府において開催する国際博覧会の円滑な準備 及び運営に資するため行政各部の所管する事務の調整担当） | 国務大臣（2025年に大阪府において開催する国際博覧会の円滑な準備 及び運営に資するため行政各部の所管する事務の調整担当）               |
| --- | --- | --- | --- | --- | --- | --- |
| 世耕弘成 | | 第4次安倍内閣 | 第1次改造 | 2018年12月21日 | 自由民主党 （細田派）                                                                                                 | 経済産業大臣が兼任 |
| 菅原一秀 | | 第4次安倍内閣 | 第2次改造 | 2019年9月11日 | 自由民主党 （無派閥）                                                                                                 | 初入閣 経済産業大臣が兼任 |
| 梶山弘志 | | 第4次安倍内閣 | 第2次改造 | 2019年10月25日 | 自由民主党 （無派閥）                                                                                                 | 経済産業大臣が兼任 |
| 氏名 | 氏名 | 内閣 | 内閣 | 就任年月日 | 出身母体等 | 備考等 |
| 国務大臣（2025年に大阪府において開催する国際博覧会の円滑な準備 及び運営に資するため行政各部の所管する事務の調整担当） | | | | | | |
| 井上信治 | | 菅義偉内閣 | 菅義偉内閣 | 2020年9月16日 | 自由民主党 （麻生派）                                                                                                 | 初入閣 内閣府特命担当大臣（消費者及び食品安全、クールジャパン戦略、知的財産戦略、科学技術政策、宇宙政策）を兼任                     |
| 若宮健嗣 | | 第1次岸田内閣 | 第1次岸田内閣 | 2021年10月4日 | 自由民主党 （竹下派）                                                                                                 | 初入閣 内閣府特命担当大臣（消費者及び食品安全、クールジャパン戦略、知的財産戦略）を兼任                                             |
| 若宮健嗣 | 第2次岸田内閣 | | 2021年11月10日 | | 自由民主党 （竹下派）                                                                                                 | 初入閣 内閣府特命担当大臣（消費者及び食品安全、クールジャパン戦略、知的財産戦略）を兼任                                             |
| 岡田直樹 | 第2次岸田内閣 | | 第1次改造 | 2022年8月10日 | 自由民主党 （安倍派）                                                                                                 | 初入閣 内閣府特命担当大臣（沖縄及び北方対策、地方創生、規制改革、クールジャパン戦略、アイヌ施策）を兼任                             |
| 自見英子 | 第2次岸田内閣 | | 第2次改造 | 2023年9月13日 | 自由民主党 （二階派）                                                                                                 | 初入閣 内閣府特命担当大臣（沖縄及び北方対策、消費者及び食品安全、地方創生、アイヌ施策）を兼任                                       |
| 伊東良孝 | | 第1次石破内閣 | 第1次石破内閣 | 2024年10月1日 | 自由民主党 （二階派）                                                                                                 | 初入閣 内閣府特命担当大臣（沖縄及び北方対策、消費者及び食品安全、地方創生、アイヌ施策）、新しい地方経済・生活環境創生担当大臣を兼任 |
| 伊東良孝 | 第2次石破内閣 | 第2次石破内閣 | 2024年11月11日 | 再任 内閣府特命担当大臣（沖縄及び北方対策、消費者及び食品安全、地方創生、アイヌ施策）、新しい地方経済・生活環境創生担当大臣を兼任 | 自由民主党 （二階派）                                                                                                 | |